# 女の顔 (石坂洋次郎の小説)
『女の顔』（おんなのかお）は、石坂洋次郎による小説。これを原作とした映画・テレビドラマが多数製作されている。

## 小説

### 書誌情報
- 角川文庫 ISBN 978-4041095034

## 映画
1949年11月28日公開。東京映画配給（現在の東映）配給。

### キャスト
すべてキネマ旬報社出典の作品データからの参考。
- 坂本信子：岡村文子
- 坂本英夫 / 浅利安雄：岡田英次
- 塚田和子：水戸光子
- 和子の父・六助：御橋公
- 和子の母・元子：伊藤智子
- 和子の弟・新助：藤間広一
- 黒川信造：龍崎一郎
- 信造の妹・ユミ子：鏑木はるな
- 三上秋子：露原千草
- 吉本常吉：木戸新太郎
- 松山秀吉：島田敬一
- 村山君子：杉葉子
- 生方ヒデ子：馬野都留子
- 茂子：柳文代
- 山田：左卜全
- 山田の妻：原緋紗子
- 黒眼鏡の男：生方功

### スタッフ
- 企画：石田清吉
- 監督・演出：今井正[1]
- 原作：石坂洋次郎
- 脚本・脚色：井手俊郎
- 撮影：川村清衞[1]
- 音楽：清瀬保二[1]
- 美術：久保一雄[1]
- 録音：下永尚[1]
- 照明：守屋惣一[1]
- 製作：太泉映画（現・東映東京撮影所）

## テレビドラマ

### 1961年版
1961年10月21日（土曜） 20:30 - 21:29 （日本標準時）にNHK総合テレビジョンの『テレビ指定席』で放送。全1話。

#### キャスト
すべて日本放送協会がNHKクロニクルで公開している番組データからの参考。
- 坂本信子：沢村貞子
- 塚田和子：加藤治子
- 浅利安雄：田浦正巳
- 黒川新造：塚本信夫
- 三上秋子：夏川かほる
- 茂子：北城真紀
- 常吉：早川研吉

#### スタッフ
すべて日本放送協会がNHKクロニクルで公開している番組データからの参考。
- 原作：石坂洋次郎
- 脚色：井手俊郎
- 音楽：冨田勲
- 演出：古閑三千郎

### 1964年版
1964年5月20日にフジテレビの『一千万人の劇場』枠で放送。

#### キャスト
すべてテレビドラマデータベースからの参考。
- 三益愛子
- 藤山陽子
- 船戸順
- 井上孝雄

### 1966年版
1966年5月2日から同年7月29日まで東海テレビの15分昼ドラマ枠で放送。

#### キャスト
- 十朱幸代
- 宝生あやこ
- 山下洵一郎

#### スタッフ
- 演出：大西博彦、岩間鶴夫
- 脚本：寺島アキ子

### 1968年版
1968年6月2日にTBSの『東芝日曜劇場』枠で放送。制作は中部日本放送。

#### キャスト
- 木暮実千代
- 香山美子
- 竹脇無我
- 小沢弘治
- 水原英子

#### スタッフ
- 脚本：井手俊郎

### 1976年版
『石坂洋次郎シリーズ 女の顔』のタイトルで、1976年4月19日から同年4月30日までNHK総合テレビジョンの『銀河テレビ小説』で放送。全10話。放送時間は毎週月曜 - 金曜 21:40 - 22:00 （日本標準時）。

#### キャスト
- 坂本先生：乙羽信子[4]
- 塚田和子：中田喜子[4]
- 浅利安雄：岡本富士太[4]
- 三上秋子：児島美ゆき[4]
- 黒川：清水章吾

#### スタッフ
- 演出：伊豫田静弘
- 脚本：山田正弘[4]
- 音楽：三枝成章[4]